# O É da Coisa
O É da Coisa é um programa jornalístico radiofônico brasileiro transmitido pela BandNews FM desde maio de 2017, apresentado pelo jornalista Reinaldo Azevedo. O programa tem um formato muito similar ao Os Pingos nos Is da rádio Jovem Pan, que Azevedo criou o formato e apresentava até aquele ano. O programa conta atualmente com a participação dos jornalistas Alexandre Bentivoglio e Arthur Covre, e a produção de Augusto Valle. O programa é transmitido pelo dial e também pela internet, no YouTube, com imagens do estúdio, além da transmissão por um aplicativo próprio da Band. É transmitido entre a programação local (das 17h às 18h) e a transmissão simultânea do Jornal da Band (que começa às 19h20).
Desde 2 de maio de 2023, o programa também e transmitido pela televisão, no canal de televisão a cabo, BandNews TV.

## História e formato
O programa é transmitido pela BandNews FM desde 29 de maio de 2017, pouco menos de uma semana após a saída do jornalista Reinaldo Azevedo da rádio Jovem Pan (de onde já estava com a saída acertada), onde apresentava Os Pingos nos Is. O programa tem um formato muito similar ao anterior da Jovem Pan, com Reinaldo comentando as principais notícias do dia que eram narradas por outros jornalistas. Inicialmente, o programa era transmitido das 18h às 19h na rede, se estendendo até 19h20 em São Paulo. Atualmente, o programa é transmitido das 18h às 19h20 no dial, com um bloco de noticiário local no meio. O programa era interrompido pela transmissão obrigatória do A Voz do Brasil, programa jornalístico do Governo Federal. A transmissão do programa seguia na internet, pelo YouTube da BandNews FM e pelo aplicativo para celular Band Rádios.
Em abril de 2018, o programa havia registrado 32 mil ouvintes por minuto, em média. No terceiro trimestre de 2019 o programa registrava uma média de mais de 37 mil ouvintes por minuto em São Paulo. Em abril de 2021, o programa bateu seu recorde de audiência com a entrevista do ex-presidente Luiz Inácio Lula da Silva, que atingiu picos de 300 mil espectadores simultâneos. No YouTube o vídeo da entrevista de Lula ao "O É da Coisa" superou os 2,4 milhões de visualizações, o programa também foi retransmitido na íntegra pela BandNews TV.
Em 2019, o programa foi um dos divulgadores, juntamente à revista Veja, a Folha de S.Paulo e o site The Intercept, do escândalo que foi conhecido como Vaza Jato, que tratava de áudios e textos que foram trocados entres procuradores da Operação Lava-Jato e o então juiz da 13.ª Vara Criminal Federal de Curitiba, Sergio Moro.
Desde abril de 2020, devido a pandemia de COVID-19, Reinaldo Azevedo apresenta o programa de sua casa.

### Televisão
Em 2 de maio de 2023, o programa começou a ser exibido em formato televisivo na BandNews TV com duração estendida para 90 minutos.

## Controvérsias

### "Demissão" de Reinaldo Azevedo
Em janeiro de 2020, Reinaldo Azevedo e a BandNews FM precisaram desmentir uma notícia falsa, compartilhada pelo então ministro da Educação, Abraham Weintraub, que celebrava a "demissão" do jornalista da rádio, que na verdade, apenas havia se ausentado em um dia por motivos pessoais. O jornalista Eduardo Barão também desmentiu a informação pelo Twitter.

## Elenco

### Elenco fixo atual
- Reinaldo Azevedo — 2017–presente
- Alexandre Bentivoglio ("Vogliobene") — 2017–presente
- Arthur Covre — 2024 - presente
- Bruno Capozzi — eventualmente

### Elenco anterior
- André Coutinho — 2017–19 (atualmente apresenta o jornal BandNews em Alta Frequência, na BandNews FM)[18]
- Maiara Bastianello — 2017–19 [19]
- Érico Oyama — 2018–19
- Fábio França ("Fábio Cuba") — 2018–20 (atualmente apresenta o jornal BandNews em Alta Frequência, na BandNews FM)
- Rodrigo Orengo — 2017 (atualmente é chefe de jornalismo da BandNews FM Brasília, e colunista nacional de política da BandNews FM)
- Roberto "Bob" Furuya — 2019–23
- Larissa Alves  — 2023-24